# Henk Ruijter
Henricus (Henk) Ruijter (Jisp, 14 mei 1893 — 12 juni 1946) was een Nederlands politicus. Ruijter werd geboren als zoon van een landbouwer. Hij startte zijn carrière als redacteur/verslaggever bij 'Ons Blad' in Alkmaar. In 1916 trad hij als medewerker in dienst van de Rooms Katholieke Diocesane Land- en Tuinbouwbond (DLTB) te Leiden, om vervolgens in 1918 te worden benoemd tot secretaris. In 1921 vervolgde Ruijter zijn loopbaan als hoofdambtenaar bij de Aartsdiocesane Boeren- en Tuinders Bond (ABTB) in Arnhem. In 1928 werd hij bij de ABTB benoemd tot algemeen secretaris, in welke hoedanigheid hij tevens belast werd met propaganda. Deze functie vervulde Ruijter tot aan zijn overlijden in 1946. Tot zijn nevenfuncties behoorden onder meer het hoofdredacteurschap van het Boeren- en Tuindersblad. Tevens was Ruijter omstreeks 1938 secretaris van de Landbouw-Crisis-Organisatie voor Noord-Holland.
De sociaal gedreven landbouwvoorman en vader van 14 kinderen was tot 22 december 1945 lid van de RKSP (Roomsch-Katholieke Staatspartij) en daarna van de KVP (Katholieke Volkspartij). Op 20 september 1932 werd Ruijter tot senator gekozen en nam hij zitting in de Eerste Kamer der Staten-Generaal. Hier trad hij namens de RKSP-fractie op als landbouwwoordvoerder. Op 8 juni 1937 werd Ruijter beëdigd als lid van de Tweede Kamer der Staten-Generaal. Hier hield hij zich tot 4 juni 1946 voornamelijk bezig met de vakgebieden landbouw en economische zaken. In 1926 werd Ruijter door het Rode Kruis onderscheiden met het Kruis van Verdienste vanwege zijn inzet na de stormramp die Borculo op 10 augustus 1925 zwaar trof. Op 30 augustus 1928 werd hij bovendien benoemd tot Ridder in de Orde van Oranje-Nassau.
Op 1 maart 1939 kreeg Ruijter als Kamerlid landelijke bekendheid nadat hij in de vergaderzaal van de Tweede Kamer betrokken was bij een handgemeen met Rost van Tonningen, fractievoorzitter van de NSB Deze wilde in een interpellatie de affaire-Oss aan de orde stellen, maar kreeg daarvoor geen steun. Vanwege ordeverstoring werd Rost gelast de vergaderzaal te verlaten. Ruijter nam openlijk stelling tegen Rost van Tonningen en noemde hem na het sluiten van de vergadering een landverrader. Ruijter werd hiervoor later dat jaar aangeklaagd en door de Haagse rechtbank veroordeeld tot een geldboete van 25 gulden.
In 1946 werd Ruijter herkozen als lid van de Tweede Kamer. Hij nam zijn benoeming echter wegens ziekte niet meer aan. Op 12 juni 1946, kort na zijn herverkiezing, overleed hij aan de gevolgen van kanker. Hij werd begraven op begraafplaats Moscowa in Arnhem, de grafsteen -met een afbeelding van de heilige Isidorus- werd ontworpen door Auguste Manche.
- Biografisch Portaal: 70162611
- Parlement.com: vg09ll6d0503